# Saguinus inustus
Saguinus inustus là một loài động vật có vú trong họ Cebidae, bộ Linh trưởng. Loài này được Schwartz mô tả năm 1951.